# Campti
Campti es un Small Town ubicado en la parroquia de Natchitoches en el estado estadounidense de Luisiana. En el Censo de 2010 tenía una población de 1056 habitantes y una densidad poblacional de 391,29 personas por km².

## Geografía
Campti se encuentra ubicado en las coordenadas 31°53′53″N 93°6′59″O / 31.89806, -93.11639. Según la Oficina del Censo de los Estados Unidos, Campti tiene una superficie total de 2.7 km², de la cual 2.7 km² corresponden a tierra firme y (0%) 0 km² es agua.

## Demografía
Según el censo de 2010, había 1056 personas residiendo en Campti. La densidad de población era de 391,29 hab./km². De los 1056 habitantes, Campti estaba compuesto por el 27.37% blancos, el 69.98% eran afroamericanos, el 0.47% eran amerindios, el 0.09% eran asiáticos, el 0.09% eran isleños del Pacífico, el 0% eran de otras razas y el 1.99% pertenecían a dos o más razas. Del total de la población el 0.76% eran hispanos o latinos de cualquier raza.